# Lutosława Skrzypczak
Lutosława Maria Skrzypczak (ur. 26 maja 1925 w Skórzewie, zm. 31 stycznia 2022) – polska profesor nauk farmaceutycznych w zakresie botaniki, farmakognozji i fitochemii

## Życiorys
Lutosława Skrzypczak w 1952 ukończyła studia na Wydziale Farmaceutycznym Akademii Medycznej w Poznaniu, uzyskując dyplom magistra farmacji. Bezpośrednio po studiach rozpoczęła pracę jako asystent w Katedrze Farmakognozji. W 1955 awansowała na starszego asystenta, w 1962 została adiunktem, a w 1972 – docentem. 
W 1962 uzyskała stopień naukowy doktora w Akademii Medycznej w Poznaniu w dziedzinie farmacji po obronie rozprawy „Związki wielofenolowe w zielu nawłoci pospolitej – Solidago virgaurea L.”. W 1969 otrzymała stopień doktora habilitowanego na Wydziale Farmaceutycznym AM w Krakowie na podstawie monografii „Badania nad rozpowszechnianiem związków flawonoidowych w rodzinie Liliaceae”. W 1990 nadano jej tytuł profesora w zakresie nauk farmaceutycznych. Pełniła funkcję kierownika Katedry Botaniki Farmaceutycznej, prodziekana (1972-1978) oraz dziekana (1978-1981) Wydziału Farmaceutycznego Uniwersytetu Medycznego im. Karola Marcinkowskiego w Poznaniu.
Lutosława Skrzypczak opublikowała ponad 100 prac z zakresu fitochemii, chemotaksonomii, kultur in vitro roślin i działania biologicznego związków naturalnych.

## Odznaczenia[1]
- Krzyż Kawalerski Orderu Odrodzenia Polski
- Złoty Krzyż Zasługi
- Medal Komisji Edukacji Narodowej